# Musslingar

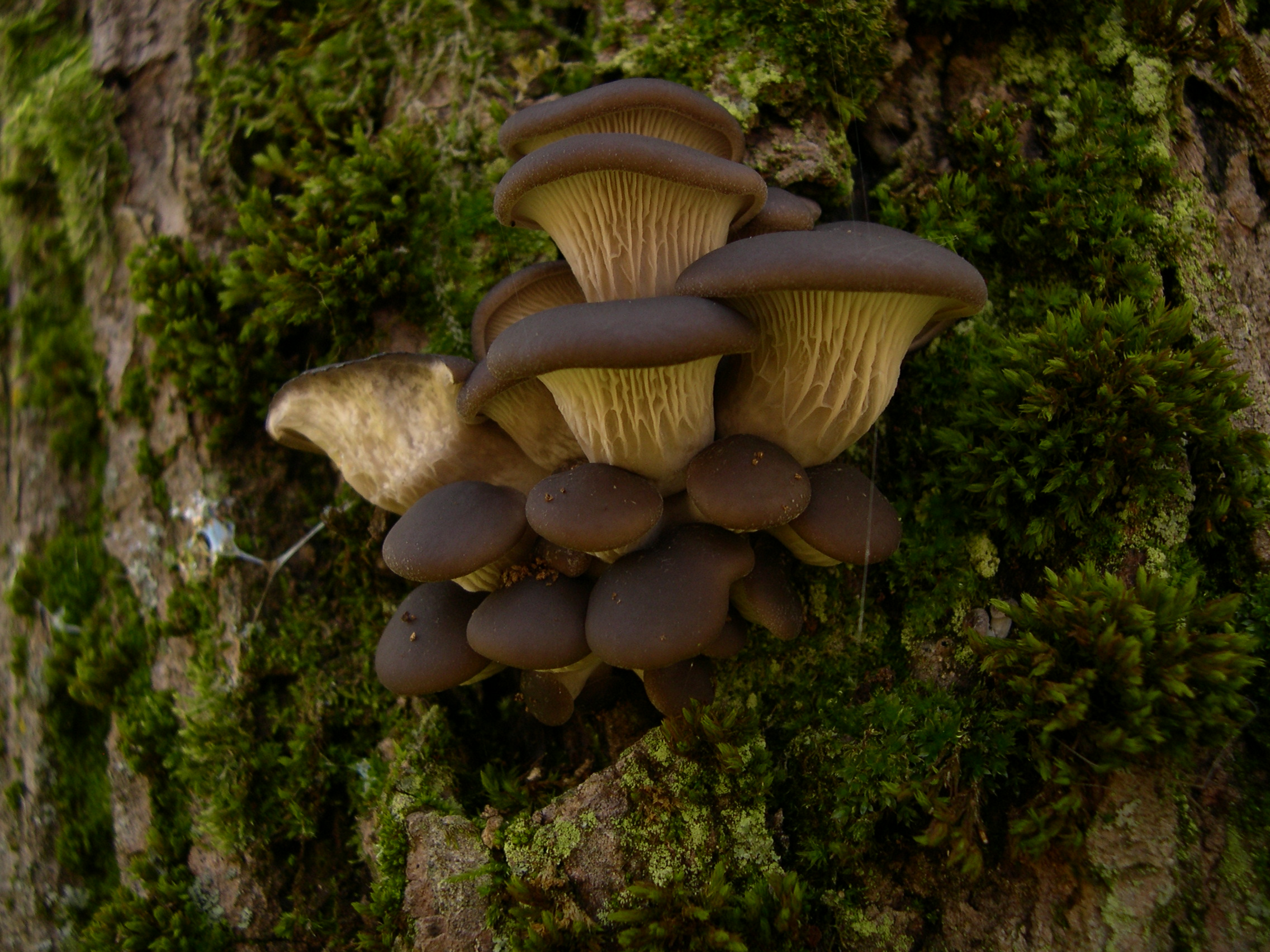
Ostronmussling

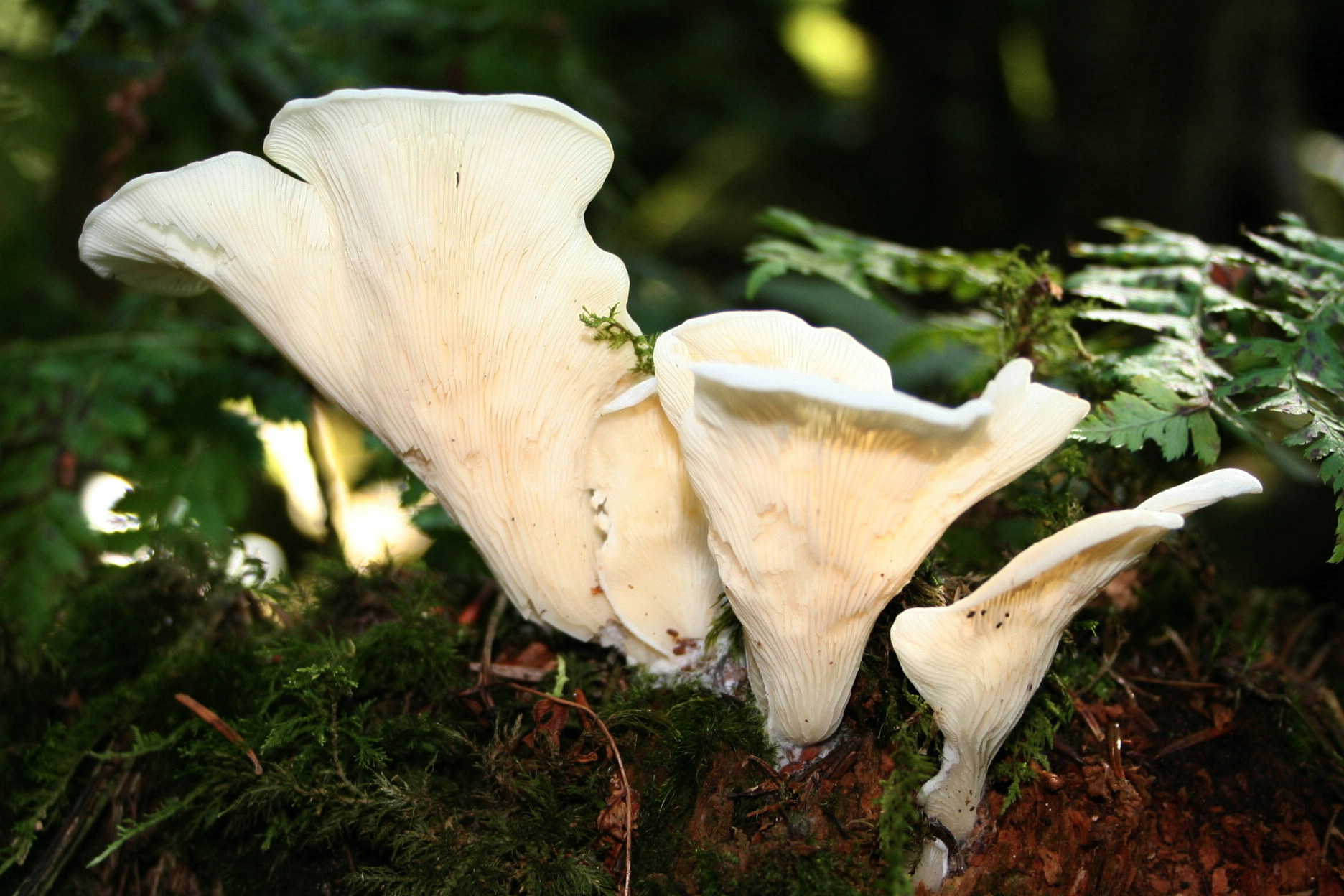
Öronmussling

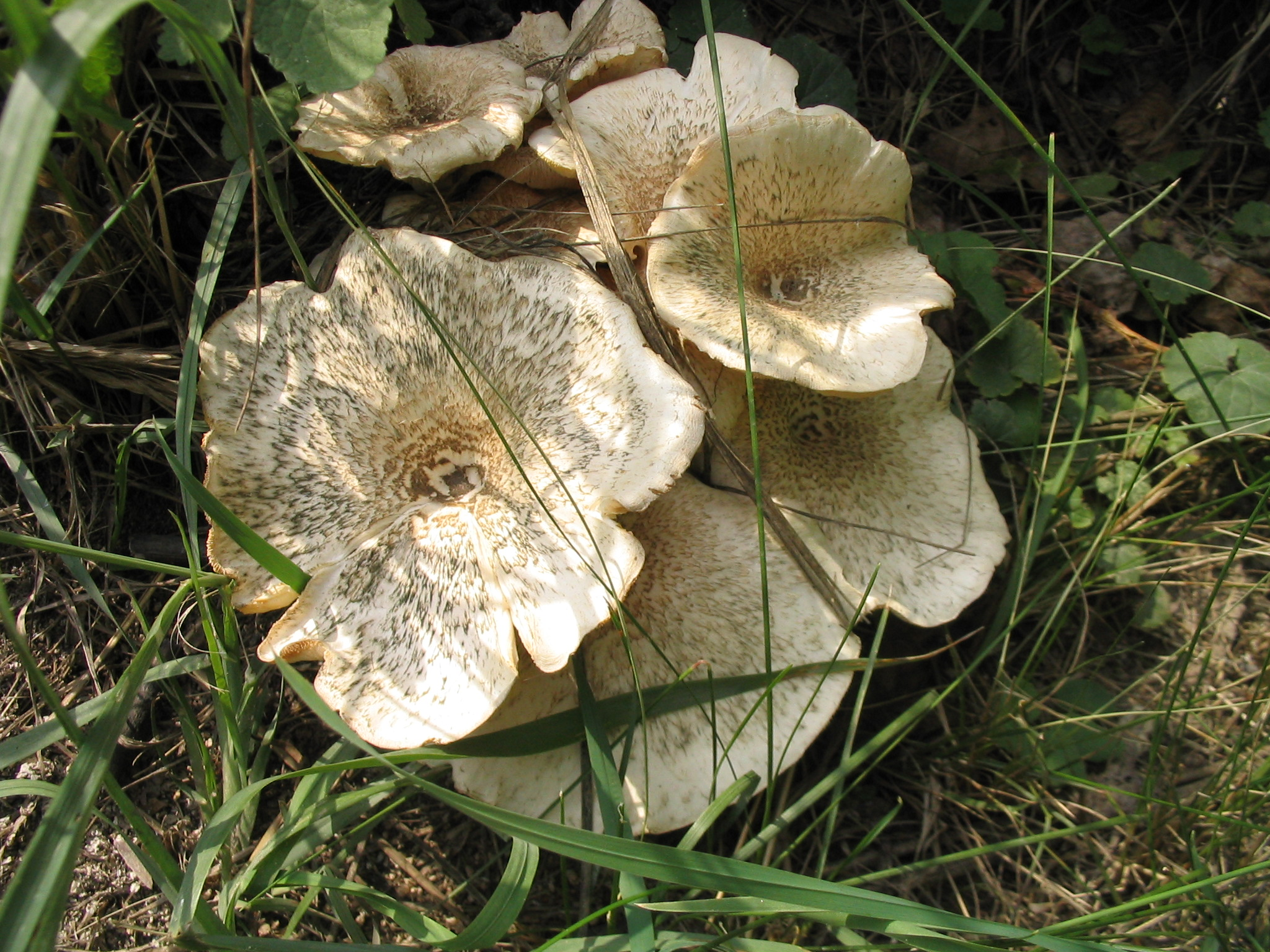
Tigermussling

Musslingar är en benämning på en grupp svampar dit flera ved- eller trädlevande arter med mussel- eller tunglika fruktkroppar ur olika släkten räknas. Namnet används även specifikt för familjen Pleurotaceae. Musslingar växer ofta tuvade, det vill säga fruktkropparna uppträder tätt och många tillsammans på ett sådant sätt att de kan sägas bilda tuvor. En del musslingar har en kort fot, mellan två och åtta centimeter hög, andra har ingen fot alls. Kännetecknande för musslingar är även att de har skivor som är nedlöpande eller som utstrålar radiärt från basen. Färgen på sporpulvret kan vara vit, rosaaktigt eller brunaktigt. Till de musslingar som har vitt sporpulver hör arter som finns i släkten som Lentinus, Pleurotus, Panellus, Pleurocybella och Hohenbuehelia. Musslingar som hör till släktena Phyllotopis och Rhodotus har rosaaktigt sporpulver och släktet Crepidotus har brunaktigt sporpulver. De flesta musslingar går inte att äta, och bara några få arter är av intresse som matsvampar, exempelvis ostronmussling och öronmussling.

## Arter (urval)
- Blek ostronmussling
- Broskmussling
- Bävermussling
- Doftmussling
- Fjällmussling
- Gaffelmussling
- Grönmussling
- Lilamussling
- Martonsmussling
- Mjukmussling
- Navelmussling
- Njurmussling
- Ostronmussling
- Ringmussling
- Sidenmussling
- Spadmussling
- Stinkmussling
- Syllmussling
- Tigermussling
- Trattmussling
- Vintermussling
- Ådermussling
- Öronmussling